# Robert Scheidt
Robert Scheidt (* 15. dubna 1973 São Paulo) je brazilský reprezentant v jachtingu, soutěžící v lodních třídách Laser a Star. Dokázal získat olympijskou medaili na pěti hrách po sobě a je historicky nejúspěšnějším brazilským olympionikem.

## Závodní kariéra
Od devíti let jachtařil na přehradě Guarapiranga, jako jedenáctiletý se stal mistrem Jižní Ameriky ve třídě Optimist a o rok později titul obhájil. V roce 1991 se stal juniorským mistrem světa ve třídě Laser. Je osminásobným seniorským mistrem světa ve třídě Laser (1995, 1996, 1997, 2000, 2001, 2002, 2004, 2005, 2013) a trojnásobným ve třídě Star (2007, 2011, 2012). Třikrát po sobě vyhrál Panamerické hry (1995, 1999, 2003). Na olympiádě vyhrál třídu Laser při svém debutu v roce 1996, v roce 2000 byl druhý a v roce 2004 znovu první, roku 2008 byl druhý ve třídě Star a v roce 2012 třetí, v obou případech s ním byl na lodi Bruno Prada. Na domácí olympiádě 2016 v Rio de Janeiro nastoupil znovu ve třídě Laser a skončil na čtvrtém místě.

## Ocenění
V roce 2001 získal Prêmio Brasil Olímpico, v letech 2001 a 2004 ho Mezinárodní jachtařská federace vyhlásila nejlepším jachtařem roku. Byl vlajkonošem brazilské výpravy na olympiádě 2008 a na olympiádě 2016 přednesl jako zástupce pořádající země olympijský slib.

## Osobní život
Jeho manželkou je od roku 2008 litevská jachtařka Gintarė Volungevičiūtė-Scheidtová.